# Lanci dello Zenit
Questa è una lista dei lanci effettuati dai razzi Zenit. Tutti i lanci sono stati comandati o dal Site 45 del cosmodromo di Bajkonur o dalla piattaforma offshore Odyssey di Sea Launch.

## Statistiche dei lanci
I razzi della famiglia Zenit hanno eseguito 84 lanci dal 1985, 71 dei quali sono riusciti; la percentuale di successi è perciò del 84,5%.

## Cronologia dei lanci
| 1985–1989 | |                          |                | |                   |                                      |                                          |                     |
| № volo    | Data / ora (UTC) | Configurazione del razzo | Sito di lancio | Payload | Massa del payload | Orbita                               | Cliente                                  | Esito               |
| 1         | 13 aprile 1985 10:00 | Zenit-2                  | Bajkonur 45/1  | EPN 03.0694 #1 (Tselina-2 boilerplate) |                   | Orbita terrestre bassa (pianificato) |                                          | Fallito             |
| 1         | Test flight; avaria al motore del secondo stadio a T+400 secondi, a causa di una perdita al regolatore di flusso |                          |                | |                   |                                      |                                          |                     |
| 2         | 21 giugno 1985 08:29 | Zenit-2                  | Bajkonur 45/1  | EPN 03.0694 #2 (Tselina-2 boilerplate) |                   | Orbita terrestre bassa (pianificato) |                                          | Fallito             |
| 2         | Test flight; i motori del secondo stadio sono esplosi a causa di una valvola di ossidante bloccata |                          |                | |                   |                                      |                                          |                     |
| 3         | 22 ottobre 1985 07:00 | Zenit-2                  | Bajkonur 45/1  | Kosmos 1697 (EPN 03.0694 #3) (Tselina-2 boilerplate) |                   | Orbita terrestre bassa               |                                          | Riuscito            |
| 3         | Test flight |                          |                | |                   |                                      |                                          |                     |
| 4         | 28 dicembre 1985 09:16 | Zenit-2                  | Bajkonur 45/1  | Kosmos 1714 (Tselina-2) |                   | Orbita terrestre bassa               |                                          | Fallimento parziale |
| 4         | ELINT; fallimento al meccanismo di separazione del fairing; veicolo schierato in orbita inutilizzabile |                          |                | |                   |                                      |                                          |                     |
| 5         | 30 luglio 1986 08:30 | Zenit-2                  | Bajkonur 45/1  | Kosmos 1767 (EPN 03.0695 #1) (boilerplate) |                   | Orbita terrestre bassa               |                                          | Riuscito            |
| 5         | Test flight; Zenit-2 con payload massimo |                          |                | |                   |                                      |                                          |                     |
| 6         | 22 ottobre 1986 08:00 | Zenit-2                  | Bajkonur 45/1  | Kosmos 1786 (Taifun-1B) |                   | Orbita terrestre bassa               |                                          | Riuscito            |
| 6         | Calibrazione dei radar |                          |                | |                   |                                      |                                          |                     |
| 7         | 14 febbraio 1987 08:30 | Zenit-2                  | Bajkonur 45/1  | Kosmos 1820 (EPN 03.0695 #2) (boilerplate) |                   | Orbita terrestre bassa               |                                          | Riuscito            |
| 7         | Test flight; Zenit-2 con payload massimo |                          |                | |                   |                                      |                                          |                     |
| 8         | 18 marzo 1987 08:30 | Zenit-2                  | Bajkonur 45/1  | Kosmos 1833 (EPN 03.0694 #4) (Tselina-2 boilerplate) |                   | Orbita terrestre bassa               |                                          | Riuscito            |
| 8         | Test flight |                          |                | |                   |                                      |                                          |                     |
| 9         | 13 maggio 1987 05:40 | Zenit-2                  | Bajkonur 45/1  | Kosmos 1844 (Tselina-2) |                   | Orbita terrestre bassa               |                                          | Riuscito            |
| 9         | ELINT |                          |                | |                   |                                      |                                          |                     |
| 10        | 1 agosto 1987 03:59 | Zenit-2                  | Bajkonur 45/1  | Kosmos 1871 (EPN 03.0695 #3) (boilerplate) |                   | Orbita terrestre bassa               |                                          | Riuscito            |
| 10        | Test flight; Zenit-2 con payload massimo |                          |                | |                   |                                      |                                          |                     |
| 11        | 28 agosto 1987 08:20 | Zenit-2                  | Bajkonur 45/1  | Kosmos 1873 (EPN 03.0695 #4) (boilerplate) |                   | Orbita terrestre bassa               |                                          | Riuscito            |
| 11        | Test flight; Zenit-2 con payload massimo |                          |                | |                   |                                      |                                          |                     |
| 12        | 15 maggio 1988 09:20 | Zenit-2                  | Bajkonur 45/1  | Kosmos 1943 (Tselina-2) |                   | Orbita terrestre bassa               |                                          | Riuscito            |
| 12        | ELINT |                          |                | |                   |                                      |                                          |                     |
| 13        | 23 novembre 1988 14:50 | Zenit-2                  | Bajkonur 45/1  | Kosmos 1980 (Tselina-2) |                   | Orbita terrestre bassa               |                                          | Riuscito            |
| 13        | ELINT |                          |                | |                   |                                      |                                          |                     |
| 1990–1994 | |                          |                | |                   |                                      |                                          |                     |
| № volo    | Data / ora (UTC) | Configurazione del razzo | Sito di lancio | Payload | Massa del payload | Orbita                               | Cliente                                  | Esito               |
| 14        | 22 maggio 1990 05:14 | Zenit-2                  | Bajkonur 45/2  | Kosmos 2082 (Tselina-2) |                   | Orbita terrestre bassa               |                                          | Riuscito            |
| 14        | ELINT |                          |                | |                   |                                      |                                          |                     |
| 15        | 4 ottobre 1990 03:28 | Zenit-2                  | Bajkonur 45/2  | Tselina-2 |                   | Orbita terrestre bassa (pianificato) |                                          | Fallito             |
| 15        | ELINT; avaria al motore del primo stadio a T+3 secondi; il razzo cadde sulla rampa ed esplose. La rampa 45/2 non ha più ospitato un volo. |                          |                | |                   |                                      |                                          |                     |
| 16        | 30 agosto 1991 08:58 | Zenit-2                  | Bajkonur 45/1  | Tselina-2 |                   | Orbita terrestre bassa (pianificato) |                                          | Fallito             |
| 16        | ELINT; avaria al secondo stadio |                          |                | |                   |                                      |                                          |                     |
| 17        | 5 febbraio 1992 18:14 | Zenit-2                  | Bajkonur 45/1  | Tselina-2 |                   | Orbita terrestre bassa (pianificato) |                                          | Fallito             |
| 17        | ELINT; avaria al secondo stadio |                          |                | |                   |                                      |                                          |                     |
| 18        | 17 novembre 1992 07:47 | Zenit-2                  | Bajkonur 45/1  | Kosmos 2219 (Tselina-2) |                   | Orbita terrestre bassa               |                                          | Riuscito            |
| 18        | ELINT |                          |                | |                   |                                      |                                          |                     |
| 19        | 25 dicembre 1992 05:56 | Zenit-2                  | Bajkonur 45/1  | Kosmos 2227 (Tselina-2) |                   | Orbita terrestre bassa               |                                          | Riuscito            |
| 19        | ELINT |                          |                | |                   |                                      |                                          |                     |
| 20        | 26 marzo 1993 02:21 | Zenit-2                  | Bajkonur 45/1  | Kosmos 2237 (Tselina-2) |                   | Orbita terrestre bassa               |                                          | Riuscito            |
| 20        | ELINT |                          |                | |                   |                                      |                                          |                     |
| 21        | 16 settembre 1993 07:36 | Zenit-2                  | Bajkonur 45/1  | Kosmos 2263 (Tselina-2) |                   | Orbita terrestre bassa               |                                          | Riuscito            |
| 21        | ELINT |                          |                | |                   |                                      |                                          |                     |
| 22        | 23 aprile 1994 08:02 | Zenit-2                  | Bajkonur 45/1  | Kosmos 2278 (Tselina-2) |                   | Orbita terrestre bassa               |                                          | Riuscito            |
| 22        | ELINT |                          |                | |                   |                                      |                                          |                     |
| 23        | 26 agosto 1994 12:00 | Zenit-2                  | Bajkonur 45/1  | Kosmos 2290 (Orlets-2) |                   | Orbita terrestre bassa               |                                          | Riuscito            |
| 23        | Ricognizione ottica |                          |                | |                   |                                      |                                          |                     |
| 24        | 4 novembre 1994 05:47 | Zenit-2                  | Bajkonur 45/1  | Resurs-O1 No.3 |                   | Orbita terrestre bassa (SSTO)        | Roshydromet                              | Riuscito            |
| 24        | Osservazione della Terra |                          |                | |                   |                                      |                                          |                     |
| 25        | 24 novembre 1994 09:16 | Zenit-2                  | Bajkonur 45/1  | Kosmos 2297 (Tselina-2) |                   | Orbita terrestre bassa               |                                          | Riuscito            |
| 25        | ELINT |                          |                | |                   |                                      |                                          |                     |
| 1995–1999 | |                          |                | |                   |                                      |                                          |                     |
| № volo    | Data / ora (UTC) | Configurazione del razzo | Sito di lancio | Payload | Massa del payload | Orbita                               | Cliente                                  | Esito               |
| 26        | 31 ottobre 1995 20:19 | Zenit-2                  | Bajkonur 45/1  | Kosmos 2322 (Tselina-2) |                   | Orbita terrestre bassa               |                                          | Riuscito            |
| 26        | ELINT |                          |                | |                   |                                      |                                          |                     |
| 27        | 4 settembre 1996 09:01 | Zenit-2                  | Bajkonur 45/1  | Kosmos 2333 (Tselina-2) |                   | Orbita terrestre bassa               |                                          | Riuscito            |
| 27        | ELINT |                          |                | |                   |                                      |                                          |                     |
| 28        | 20 maggio 1997 07:07 | Zenit-2                  | Bajkonur 45/1  | Tselina-2 |                   | Orbita terrestre bassa (pianificato) |                                          | Fallito             |
| 28        | ELINT; avaria al motore del primo stadio a T+48 secondi successivamente a una deviazione di beccheggio. |                          |                | |                   |                                      |                                          |                     |
| 29        | 10 luglio 1998 06:30 | Zenit-2                  | Bajkonur 45/1  | Resurs-O1 No.4 TMSat Techsat 1B FASat Bravo Safir 2 OHB-System WESTPAC-1                                                                                             |                   | Orbita terrestre bassa (SSO)         | Roshydromet Mahanakorn Chilean Air Force | Riuscito            |
| 29        | Comunicazioni; osservazione della Terra; geodesia |                          |                | |                   |                                      |                                          |                     |
| 30        | 28 luglio 1998 09:15 | Zenit-2                  | Bajkonur 45/1  | Kosmos 2360 (Tselina-2) |                   | Orbita terrestre bassa               |                                          | Riuscito            |
| 30        | ELINT |                          |                | |                   |                                      |                                          |                     |
| 31        | 9 settembre 1998 20:29 | Zenit-2                  | Bajkonur 45/1  | Globalstar 5 Globalstar 7 Globalstar 9 Globalstar 10 Globalstar 11 Globalstar 12 Globalstar 13 Globalstar 16 Globalstar 17 Globalstar 18 Globalstar 20 Globalstar 21 |                   | Orbita terrestre bassa (pianificato) | Globalstar                               | Fallito             |
| 31        | Comunicazioni; un'avaria al sistema di guida a T+272 secondi ha causato lo spegnimento del motore del secondo stadio. |                          |                | |                   |                                      |                                          |                     |
| 32        | 28 marzo 1999 01:30 | Zenit-3SL                | Ocean Odyssey  | DemoSat |                   | Geostazionaria                       |                                          | Riuscito            |
| 32        | Test flight; prima missione di Sea Launch |                          |                | |                   |                                      |                                          |                     |
| 33        | 17 luglio 1999 05:38 | Zenit-2                  | Bajkonur 45/1  | Okean-O No.1 |                   | Orbita terrestre bassa (SSTO)        | NKAU/RKA                                 | Riuscito            |
| 33        | Osservazione della Terra |                          |                | |                   |                                      |                                          |                     |
| 34        | 10 ottobre 1999 03:28 | Zenit-3SL                | Ocean Odyssey  | DirecTV-1R |                   | Geostazionaria                       | DirecTV                                  | Riuscito            |
| 34        | Comunicazioni; Primo lancio di Sea Launch |                          |                | |                   |                                      |                                          |                     |
| 2000–2004 | |                          |                | |                   |                                      |                                          |                     |
| № volo    | Data / ora (UTC) | Configurazione del razzo | Sito di lancio | Payload | Massa del payload | Orbita                               | Cliente                                  | Esito               |
| 35        | 3 febbraio 2000 09:26 | Zenit-2                  | Bajkonur 45/1  | Kosmos 2369 (Tselina-2) |                   | Orbita terrestre bassa               |                                          | Riuscito            |
| 35        | ELINT |                          |                | |                   |                                      |                                          |                     |
| 36        | 12 marzo 2000 14:49 | Zenit-3SL                | Ocean Odyssey  | ICO F-1 |                   | Orbita terrestre media (pianificato) | ICO                                      | Fallito             |
| 36        | Comunicazioni; lancio commerciale condotto da Sea Launch. Second stage propellant pressurization system failed shortly after ignition due to a software valve command mistake.                                                                                     |                          |                | |                   |                                      |                                          |                     |
| 37        | 28 luglio 2000 22:42 | Zenit-3SL                | Ocean Odyssey  | PAS-9 |                   | Geostazionaria                       | PanAmSat                                 | Riuscito            |
| 37        | Comunicazioni; lancio commerciale condotto da Sea Launch |                          |                | |                   |                                      |                                          |                     |
| 38        | 25 settembre 2000 10:10 | Zenit-2                  | Bajkonur 45/1  | Kosmos 2372 (Orlets-2) |                   | Orbita terrestre bassa               |                                          | Riuscito            |
| 38        | Ricognizione ottica |                          |                | |                   |                                      |                                          |                     |
| 39        | 21 ottobre 2000 05:52 | Zenit-3SL                | Ocean Odyssey  | Thuraya 1 |                   | Geostazionaria                       | Thuraya                                  | Riuscito            |
| 39        | Comunicazioni; lancio commerciale condotto da Sea Launch |                          |                | |                   |                                      |                                          |                     |
| 40        | 18 marzo 2001 22:33 | Zenit-3SL                | Ocean Odyssey  | XM-2 (XM Rock) |                   | Geostazionaria                       | XM Satellite Radio                       | Riuscito            |
| 40        | Comunicazioni; lancio commerciale condotto da Sea Launch |                          |                | |                   |                                      |                                          |                     |
| 41        | 8 maggio 2001 22:10 | Zenit-3SL                | Ocean Odyssey  | XM-1 (XM Roll) |                   | Geostazionaria                       | XM Satellite Radio                       | Riuscito            |
| 41        | Comunicazioni; lancio commerciale condotto da Sea Launch |                          |                | |                   |                                      |                                          |                     |
| 42        | 10 dicembre 2001 17:18 | Zenit-2                  | Bajkonur 45/1  | Meteor-3M No.1 Kompass 1 Badr B MAROC-TUBSAT REFLECTOR |                   | Orbita terrestre bassa (SSO)         | Roscosmos IZMIRAN SUPARCO AFRL           | Riuscito            |
| 42        | Meteorologia; scienze della Terra; tecnologia; calibrazione dei laser |                          |                | |                   |                                      |                                          |                     |
| 43        | 15 giugno 2002 22:39 | Zenit-3SL                | Ocean Odyssey  | Galaxy 3C |                   | Geostazionaria                       | PanAmSat                                 | Riuscito            |
| 43        | Comunicazioni; lancio commerciale condotto da Sea Launch |                          |                | |                   |                                      |                                          |                     |
| 44        | 10 giugno 2003 13:56 | Zenit-3SL                | Ocean Odyssey  | Thuraya 2 |                   | Geostazionaria                       | Thuraya                                  | Riuscito            |
| 44        | Comunicazioni; lancio commerciale condotto da Sea Launch |                          |                | |                   |                                      |                                          |                     |
| 45        | 8 agosto 2003 03:30 | Zenit-3SL                | Ocean Odyssey  | EchoStar IX |                   | Geostazionaria                       | EchoStar                                 | Riuscito            |
| 45        | Comunicazioni; lancio commerciale condotto da Sea Launch |                          |                | |                   |                                      |                                          |                     |
| 46        | 1 ottobre 2003 04:03 | Zenit-3SL                | Ocean Odyssey  | Galaxy 13/Horizons 1 |                   | Geostazionaria                       | PanAmSat                                 | Riuscito            |
| 46        | Comunicazioni; lancio commerciale condotto da Sea Launch |                          |                | |                   |                                      |                                          |                     |
| 47        | 11 gennaio 2004 04:13 | Zenit-3SL                | Ocean Odyssey  | Telstar 14 |                   | Geostazionaria                       | Telesat                                  | Riuscito            |
| 47        | Comunicazioni; lancio commerciale condotto da Sea Launch |                          |                | |                   |                                      |                                          |                     |
| 48        | 4 maggio 2004 12:42 | Zenit-3SL                | Ocean Odyssey  | DirecTV-7S |                   | Geostazionaria                       | DirecTV                                  | Riuscito            |
| 48        | Comunicazioni; lancio commerciale condotto da Sea Launch |                          |                | |                   |                                      |                                          |                     |
| 49        | 10 giugno 2004 01:28 | Zenit-2                  | Bajkonur 45/1  | Kosmos 2406 (Tselina-2) |                   | Orbita terrestre bassa               |                                          | Riuscito            |
| 49        | ELINT |                          |                | |                   |                                      |                                          |                     |
| 50        | 29 giugno 2004 03:59 | Zenit-3SL                | Ocean Odyssey  | APSTAR-V/Telstar 18 |                   | Geostazionaria                       | APT/Telesat                              | Fallimento parziale |
| 50        | Comunicazioni; lancio commerciale condotto da Sea Launch. Spegnimento dello stadio superiore 54 secondi prima a causa di un corto circuito che interruppe il flusso dei dati dai sensori del carburante. Il satellite si trasferì in orbita da solo.               |                          |                | |                   |                                      |                                          |                     |
| 2005–2009 | |                          |                | |                   |                                      |                                          |                     |
| № volo    | Data / ora (UTC) | Configurazione del razzo | Sito di lancio | Payload | Massa del payload | Orbita                               | Cliente                                  | Esito               |
| 51        | 1 marzo 2005 03:51 | Zenit-3SL                | Ocean Odyssey  | XM-3 (XM Rhythm) |                   | Geostazionaria                       | XM Satellite Radio                       | Riuscito            |
| 51        | Comunicazioni; lancio commerciale condotto da Sea Launch |                          |                | |                   |                                      |                                          |                     |
| 52        | 26 aprile 2005 07:31 | Zenit-3SL                | Ocean Odyssey  | Spaceway 1 |                   | Geostazionaria                       | DirecTV                                  | Riuscito            |
| 52        | Comunicazioni; lancio commerciale condotto da Sea Launch |                          |                | |                   |                                      |                                          |                     |
| 53        | 23 giugno 2005 14:03 | Zenit-3SL                | Ocean Odyssey  | Intelsat Americas 8 |                   | Geostazionaria                       | Intelsat                                 | Riuscito            |
| 53        | Comunicazioni; lancio commerciale condotto da Sea Launch |                          |                | |                   |                                      |                                          |                     |
| 54        | 8 novembre 2005 14:07 | Zenit-3SL                | Ocean Odyssey  | Inmarsat-4 F2 |                   | Geostazionaria                       | Inmarsat                                 | Riuscito            |
| 54        | Comunicazioni; lancio commerciale condotto da Sea Launch |                          |                | |                   |                                      |                                          |                     |
| 55        | 15 febbraio 2006 23:34 | Zenit-3SL                | Ocean Odyssey  | EchoStar X |                   | Geostazionaria                       | EchoStar                                 | Riuscito            |
| 55        | Comunicazioni; lancio commerciale condotto da Sea Launch |                          |                | |                   |                                      |                                          |                     |
| 56        | 12 aprile 2006 23:30 | Zenit-3SL                | Ocean Odyssey  | JCSat 9 |                   | Geostazionaria                       | JSAT Corporation                         | Riuscito            |
| 56        | Comunicazioni; lancio commerciale condotto da Sea Launch |                          |                | |                   |                                      |                                          |                     |
| 57        | 18 giugno 2006 07:50 | Zenit-3SL                | Ocean Odyssey  | Galaxy 16 |                   | Geostazionaria                       | PanAmSat                                 | Riuscito            |
| 57        | Comunicazioni; lancio commerciale condotto da Sea Launch |                          |                | |                   |                                      |                                          |                     |
| 58        | 22 agosto 2006 03:27 | Zenit-3SL                | Ocean Odyssey  | Koreasat 5 |                   | Geostazionaria                       | KT Corporation                           | Riuscito            |
| 58        | Comunicazioni; lancio commerciale condotto da Sea Launch |                          |                | |                   |                                      |                                          |                     |
| 59        | 30 ottobre 2006 23:49 | Zenit-3SL                | Ocean Odyssey  | XM-4 (XM Blues) |                   | Geostazionaria                       | XM Satellite Radio                       | Riuscito            |
| 59        | Comunicazioni; lancio commerciale condotto da Sea Launch |                          |                | |                   |                                      |                                          |                     |
| 60        | 30 gennaio 2007 23:22 | Zenit-3SL                | Ocean Odyssey  | NSS-8 |                   | Geostazionaria (pianificato)         | SES New Skies                            | Fallito             |
| 60        | Comunicazioni; lancio commerciale condotto da Sea Launch. Avaria al motore del primo stadio a T+3.9 secondi a causa di oggetto estraneo nella pompa; il razzo cadde sulla piattaforma esplodendo, e danneggiando moderatamente la piattaforma.                     |                          |                | |                   |                                      |                                          |                     |
| 61        | 29 giugno 2007 10:00 | Zenit-2M                 | Bajkonur 45/1  | Kosmos 2428 (Tselina-2) |                   | Orbita terrestre bassa               |                                          | Riuscito            |
| 61        | ELINT; Primo lancio dello Zenit-2M |                          |                | |                   |                                      |                                          |                     |
| 62        | 15 gennaio 2008 11:49 | Zenit-3SL                | Ocean Odyssey  | Thuraya 3 |                   | Geostazionaria                       | Thuraya                                  | Riuscito            |
| 62        | Comunicazioni; lancio commerciale condotto da Sea Launch |                          |                | |                   |                                      |                                          |                     |
| 63        | 19 marzo 2008 22:48 | Zenit-3SL                | Ocean Odyssey  | DirecTV-11 |                   | Geostazionaria                       | DirecTV                                  | Riuscito            |
| 63        | Comunicazioni; lancio commerciale condotto da Sea Launch |                          |                | |                   |                                      |                                          |                     |
| 64        | 28 aprile 2008 05:00 | Zenit-3SLB               | Bajkonur 45/1  | Amos-3 |                   | Geostationary                        | Spacecom                                 | Riuscito            |
| 64        | Comunicazioni; primo lancio dello Zenit-3SLB e primo lancio commerciale per Land Launch. L'orbita di separazione della navicella leggermente fuori bersaglio ma comunque entro il range previsto.                                                                  |                          |                | |                   |                                      |                                          |                     |
| 65        | 21 maggio 2008 09:44 | Zenit-3SL                | Ocean Odyssey  | Galaxy 18 |                   | Geostazionaria                       | Intelsat                                 | Riuscito            |
| 65        | Comunicazioni; lancio commerciale condotto da Sea Launch |                          |                | |                   |                                      |                                          |                     |
| 66        | 16 luglio 2008 05:21 | Zenit-3SL                | Ocean Odyssey  | EchoStar XI |                   | Geostazionaria                       | EchoStar                                 | Riuscito            |
| 66        | Comunicazioni; lancio commerciale condotto da Sea Launch |                          |                | |                   |                                      |                                          |                     |
| 67        | 24 settembre 2008 09:28 | Zenit-3SL                | Ocean Odyssey  | Galaxy 19 |                   | Geostazionaria                       | Intelsat                                 | Riuscito            |
| 67        | Comunicazioni; lancio commerciale condotto da Sea Launch |                          |                | |                   |                                      |                                          |                     |
| 68        | 26 febbraio 2009 18:29 | Zenit-3SLB               | Bajkonur 45/1  | Telstar 11N |                   | Geostazionaria                       | Telesat                                  | Riuscito            |
| 68        | Comunicazioni; lancio commerciale condotto da Sea Launch |                          |                | |                   |                                      |                                          |                     |
| 69        | 20 aprile 2009 08:16 | Zenit-3SL                | Ocean Odyssey  | SICRAL 1B |                   | Geostazionaria                       | MDD                                      | Riuscito            |
| 69        | Comunicazioni; lancio commerciale condotto da Sea Launch |                          |                | |                   |                                      |                                          |                     |
| 70        | 21 giugno 2009 21:50 | Zenit-3SLB               | Bajkonur 45/1  | MEASAT-3a |                   | Geostazionaria                       | MEASAT                                   | Riuscito            |
| 70        | Comunicazioni; lancio commerciale condotto da Land Launch |                          |                | |                   |                                      |                                          |                     |
| 71        | 30 novembre 2009 21:00 | Zenit-3SLB               | Bajkonur 45/1  | Intelsat 15 |                   | Geostazionaria                       | Intelsat                                 | Riuscito            |
| 71        | Comunicazioni; lancio commerciale condotto da Land Launch |                          |                | |                   |                                      |                                          |                     |
| 2010–2014 | |                          |                | |                   |                                      |                                          |                     |
| № volo    | Data / ora (UTC) | Configurazione del razzo | Sito di lancio | Payload | Massa del payload | Orbita                               | Cliente                                  | Esito               |
| 72        | 20 gennaio 2011 12:29 | Zenit-3F                 | Bajkonur 45/1  | Elektro-L No.1 |                   | Geostationary                        | Roscosmos                                | Riuscito            |
| 72        | Meteorologia; primo volo dello Zenit-3F |                          |                | |                   |                                      |                                          |                     |
| 73        | 18 luglio 2011 02:31 | Zenit-3F                 | Bajkonur 45/1  | Spektr-R |                   | High Earth                           | Roscosmos                                | Riuscito            |
| 73        | Radio astronomia |                          |                | |                   |                                      |                                          |                     |
| 74        | 24 settembre 2011 20:18 | Zenit-3SL                | Ocean Odyssey  | Atlantic Bird 7 |                   | Geostazionaria                       | Eutelsat                                 | Riuscito            |
| 74        | Comunicazioni; lancio commerciale condotto da Sea Launch (primo dopo la riorganizzazione dell'azienda) |                          |                | |                   |                                      |                                          |                     |
| 75        | 5 ottobre 2011 21:00 | Zenit-3SLB               | Bajkonur 45/1  | Intelsat 18 |                   | Geostazionaria                       | Intelsat                                 | Riuscito            |
| 75        | Comunicazioni; lancio commerciale condotto da Land Launch |                          |                | |                   |                                      |                                          |                     |
| 76        | 8 novembre 2011 20:16 | Zenit-2M (Zenit-2FG)     | Bajkonur 45/1  | Fobos-Grunt |                   | Orbita terrestre bassa               | Roscosmos                                | Riuscito            |
| 76        | Lander di raccolta e ritorno campioni di Fobos; avaria prima di uscire dall'orbita terrestre bassa. Il veicolo portava anche l'orbiter Yinghuo 1. |                          |                | |                   |                                      |                                          |                     |
| 77        | 1 giugno 2012 05:23 | Zenit-3SL                | Ocean Odyssey  | Intelsat 19 |                   | Geostazionaria                       | Intelsat                                 | Riuscito            |
| 77        | Comunicazioni; lancio commerciale condotto da Sea Launch |                          |                | |                   |                                      |                                          |                     |
| 78        | 19 agosto 2012 06:55 | Zenit-3SL                | Ocean Odyssey  | Intelsat 21 |                   | Geostazionaria                       | Intelsat                                 | Riuscito            |
| 78        | Comunicazioni; lancio commerciale condotto da Sea Launch |                          |                | |                   |                                      |                                          |                     |
| 79        | 3 dicembre 2012 20:44 | Zenit-3SL                | Ocean Odyssey  | Eutelsat 70B |                   | Geostazionaria                       | Eutelsat                                 | Riuscito            |
| 79        | Comunicazioni; lancio commerciale condotto da Sea Launch |                          |                | |                   |                                      |                                          |                     |
| 80        | 1 febbraio 2013 06:56 | Zenit-3SL                | Ocean Odyssey  | Intelsat 27 |                   | Geostazionaria (pianificato)         | Intelsat                                 | Fallito             |
| 80        | Comunicazioni; lancio commerciale condotto da Sea Launch. Il razzo perse il controllo dell'altitudine a T+4,5 secondi a causa di un'avaria allo sterzo idraulico del motore del primo stadio; separazione dal motore a T+20 e impatto con l'oceano a T+56 secondi. |                          |                | |                   |                                      |                                          |                     |
| 81        | 31 agosto 2013 20:05 | Zenit-3SLB               | Bajkonur 45/1  | Amos-4 |                   | Geostazionaria                       | Spacecom                                 | Riuscito            |
| 81        | Comunicazioni; lancio commerciale condotto da Land Launch |                          |                | |                   |                                      |                                          |                     |
| 82        | 26 maggio 2014 21:10 | Zenit-3SL                | Ocean Odyssey  | Eutelsat 3B |                   | Geostazionaria                       | Eutelsat                                 | Riuscito            |
| 82        | Comunicazioni; lancio commerciale condotto da Sea Launch |                          |                | |                   |                                      |                                          |                     |
| 2015–2019 | |                          |                | |                   |                                      |                                          |                     |
| № volo    | Data / ora (UTC) | Configurazione del razzo | Sito di lancio | Payload | Massa del payload | Orbita                               | Cliente                                  | Esito               |
| 83        | 11 dicembre 2015 13:45 | Zenit-3F                 | Bajkonur 45/1  | Elektro-L No.2 |                   | Geostazionaria                       | Roscosmos                                | Riuscito            |
| 83        | Meteorologia |                          |                | |                   |                                      |                                          |                     |
| 84        | 26 dicembre 2017 19:00 | Zenit-3F                 | Bajkonur 45/1  | AngoSat 1 |                   | Geostazionaria                       |                                          | Riuscito            |
| 84        | Comunicazioni; primo satellite dell'Angola |                          |                | |                   |                                      |                                          |                     |